# Центр Макса Белла
Центр Макса Белла (англ. Max Bell Centre) — хоккейная арена, расположенная в Рэдиссон-Хайтс, юго-восточном микрорайоне Калгари, провинция Альберта, Канада. Назван в честь издателя, филантропа и известного бизнесмена в Калгари Джорджа Максвелла Белла.
Во время проведения XV Зимних Олимпийских игр 1988 года в Центре Макса Белла проводились показательные соревнования по шорт-треку и кёрлингу. В настоящее время центр Макса Белла является домашней ареной для Калгари Кэнакс, хоккейной команды из юниорской хоккейной лиги Альберты. Так же здесь проходят соревнования Rocky Mountain Lacrosse League, альбертской лиги по лакроссу в коробке. Ежегодно в декабре центр Макса Белла становится основным местом проведения международного хоккейного юношеского турнира Mac's Midget AAA World Invitational Tournament.